# Миле Агатоновић Ага
Миле Агатоновић Ага (Блаце, 4. септембар 1948 — Торонто, 17. март 2024) био је српски певач народне музике.

## Биографија
Рођен је у Блацу, 4. септембра 1948. године, од оца Вукоја и мајке Дамјане. Од ране младости се бавио музиком и певањем. Године 1983. отпевао је првенац Пева ми се, игра ми се, у издању ПГП-РТБ. Већу популарност донела му је хит-песма Сви за Ниш. Такође је била популарна песма Јој село, ал' си опустело коју је Агатоновић отпевао, а музику је компоновао Драган Александрић на текст Срђана Јовановића.
Преселио се у канадски град Торонто крајем осамдесетих година. Агатоновић је 1990. аранжирао песму Надице Јовановић Човек двадесетог века. Поред тога, написао је и речи за песму Три Мораве и три моста коју је отпевао Мирослав Илић на свом албуму Ето мене, 2004. године. Био је познат и по песми Америка и Канада, то је само лажна нада.
Преминуо је у Торонту 17. марта 2024. године. Сахрањен је на Новом бежанијском гробљу 4. априла 2024. године. Иза себе је оставио супругу Радмилу.

## Дискографија

### Албуми
- Пева ми се, игра ми се / Сви за Ниш (1983; ПГП РТБ)
- Солунац (1984; Дискос)
- Миле Агатоновић Ага и Оркестар Драгана Александрића – Идемо на све (1987; ПГП РТБ)
- Миле Агатоновић Ага и Оркестар Драгана Александрића – Од срца до завичаја (1993; СуперТон)

### Синглови
- Једна жена мене чека (1980; Југотон)
- Прокоцко сам младост своју (1980; Југотон)
- Моја мала, моје Лике (1982; ПГП РТБ)
- Због тебе сам прод'о стадо (1982; ПГП РТБ)
  - извор: сајт Discogs